# Rapala takasagonis
Rapala takasagonis är en fjärilsart som beskrevs av Matsumura 1929. Rapala takasagonis ingår i släktet Rapala och familjen juvelvingar. Inga underarter finns listade.